# Liberpol
Liberpol (biał. Лібярполь; ros. Либерполь) – chutor na Białorusi, w obwodzie brzeskim, w rejonie prużańskim, w sielsowiecie Zieleniewicze, w lasach Puszczy Białowieskiej.
Dawniej folwark. W dwudziestoleciu międzywojennym leżał w Polsce, w województwie białostockim, w powiecie wołkowyskim.